# Heteropternis guttifera
Heteropternis guttifera är en insektsart som beskrevs av Kirby, W.F. 1902. Heteropternis guttifera ingår i släktet Heteropternis och familjen gräshoppor. Inga underarter finns listade i Catalogue of Life.